# Intelsat 7
O Intelsat 7 (IS-7), anteriormente denominado de PAS-7, é um satélite de comunicação geoestacionário construído pela Space Systems/Loral (SS/L). Ele está localizado na posição orbital de 18 graus de longitude oeste e foi operado inicialmente pela PanAmSat e atualmente pela Intelsat, empresa sediada atualmente em Luxemburgo. O satélite foi baseado na plataforma LS-1300 e sua expectativa de vida útil era de 15 anos.

## Lançamento
O satélite foi lançado com sucesso ao espaço no dia 16 de setembro de 1998, às 06:31 UTC, por meio de um veículo Ariane-44LP H10-3 a partir do Centro Espacial de Kourou, na Guiana Francesa. Ele tinha uma massa de lançamento de 3.833 kg.

## Capacidade e cobertura
O Intelsat 7 é equipado com 14 transponders em banda C e 30 em banda Ku para fornecer serviços de comunicações de áudio e vídeo para a Ásia, África, Oriente Médio e Europa.
Por causa de um defeito em um painel solar, o satélite perdeu 25% de sua potência.